# 11775 Kohler
A 11775 Kohler (ideiglenes jelöléssel 3224 T-3) a Naprendszer kisbolygóövében található aszteroida. Cornelis Johannes van Houten,  Ingrid van Houten-Groeneveld és Tom Gehrels fedezte fel 1977. október 16-án.